# Hermival-les-Vaux
Hermival-les-Vaux település Franciaországban, Calvados megyében. Lakosainak száma 860 fő (2022. január 1.). Hermival-les-Vaux Fauguernon, Firfol, Glos, Lisieux, Moyaux, Ouilly-du-Houley és Rocques községekkel határos.

## Népesség
A település népességének változása:
| Lakosok száma | 395  | 518  | 673  | 832  | 849  | 826  | 813  | 808  | 825  | 860  |
|               | 1968 | 1982 | 1990 | 2006 | 2013 | 2015 | 2017 | 2019 | 2020 | 2022 |